# Theneuil
Theneuil település Franciaországban, Indre-et-Loire megyében. Lakosainak száma 289 fő (2022. január 1.). Theneuil Crouzilles, Brizay, Chezelles, L’Île-Bouchard, Parçay-sur-Vienne és La Tour-Saint-Gelin községekkel határos.

## Népesség
A település népessége az elmúlt években az alábbi módon változott:
| Lakosok száma | 225  | 241  | 285  | 249  | 313  | 298  | 298  | 293  | 290  | 289  |
|               | 1968 | 1982 | 1990 | 2006 | 2013 | 2015 | 2017 | 2019 | 2020 | 2022 |